# Henry Gage (8. wicehrabia Gage)
Henry Nicholas Gage (ur. 9 kwietnia 1934), brytyjski arystokrata, młodszy syn Henry'ego Gage'a, 6. wicehrabiego Gage i lady Imogen Grenfell, córki 1. barona Desborough.
W 1974 r. poślubił lady Dianę Adrienne Beatty (ur. 13 września 1952), córkę Davida Beatty'ego, 2. hrabiego Beatty i Adelle Dillingham, córki M. Dillinghama. Henry i Diana mają razem dwóch synów:
- Henry William Gage (ur. 1975), dziedzic tytułów ojcowskich
- David Benedict Gage

Tytuł wicehrabiowski odziedziczył po bezdzietnej śmierci swojego starszego brata, George'a, w 1993 r. Mieszka razem z rodziną w swojej rodowej rezydencji Firle Place. Głównym źródłem dochodów wicehrabiego jest turystyka, gdyż jego rezydencja i okoliczne ziemie są otwarte dla zwiedzających, których przyciągają m.in. kolekcje obrazów, porcelany i mebli. Lord Gage zezwala również na kręcenie filmów kinowych i telewizyjnych na swoich posiadłościach. Pełni również rolę gospodarza dorocznych Targów Koni w Firle Place. Jest również uważany za dobrego malarza amatora.